# Zyklonsaison im Nordindik 2017
Die Zyklonsaison im Nordindik 2017 umfasst Ereignisse im jährlichen Zyklus der Bildung tropischer Wirbelstürme. Die Zyklonsaison im Nordindik hat keine offiziellen Grenzen wie in anderen Becken üblich, sondern läuft das ganze Jahr hindurch. Die tropischen Wirbelstürme bilden sich allerdings in diesem Becken in der Regel zwischen April und Dezember, wobei die Monate vor und nach der Monsunsaison, also April/Mai und Oktober/November die aktivsten sind. Einen tropischen Wirbelsturm im Indischen Ozean bezeichnet man als Zyklon.
Das für den Indischen Ozean zwischen dem Horn von Afrika und der Malaiischen Halbinsel zuständige Regional Specialized Meteorological Centre (RSMC) ist das India Meteorological Department in Neu-Delhi. Dieses vergibt für diejenigen tropischen Wirbelstürme, die mindestens den Status eines Zyklons erreichen, einen Namen. Tiefdruckgebiete (je nach Windgeschwindigkeit depressions oder deep depressions) werden fortlaufend nummeriert, wobei die Buchstabenkombination BOB anzeigt, dass sich das System im Golf von Bengalen bildete. Die Buchstaben ARB stehen sinngemäß für das Arabische Meer. Üblicherweise bilden sich drei bis vier zyklonische Stürme pro Jahr im Indischen Ozean nördlich des Äquators.
Durch das Joint Typhoon Warning Center (JTWC) in Honolulu werden für die US-amerikanischen Einrichtungen im Indischen Ozean eigenständige Warnungen und Prognosen ausgegeben. Durch das JTWC erfolgt die Einstufung nach der Saffir-Simpson-Hurrikan-Windskala, das RSMC wendet für die Einstufung eigene Kriterien an, denen unter anderem die Messung der andauernden Windgeschwindigkeit auf Basis einer dreiminütigen Beobachtung zugrunde liegt.

## Saisonüberblick
Der erste Sturm der Saison war Maarutha im Golf von Bengalen; der Sturm entwickelte sich Mitte April. Der stärkste Sturm der Saison war Ockhi, der Ende November mit dreiminütigen Windgeschwindigkeiten von 140 km/h die Küste von Südindien streifte.

## Stürme

### Cyclonic Storm Maarutha
Am 13. April bildete sich im südlichen Golf von Bengalen unter dem Einfluss eines bestehenden Gebietes mit starker Konvektion innerhalb von sechs Stunden ein Tiefdruckgebiet. Unter günstigen Bedingungen vertiefte sich das System rasch, und am 15. April wurde das System ams Depression klassifiziert. Im Tagesverlauf intensivierte es sich zunächst in eine Deep Depression, dann in den Cyclonic Storm Maarutha. Maarutha löste noch als Depression heftige Niederschläge auf Sri Lanka sowie den Andamanen und Nikobaren aus. Am 16. April zog Maarutha in Myanmar über Land und löste sich am nächsten Tag in ein ausgeprägtes Tiefdruckgebiet auf.
In Kyaukpyu zerstörte Maarutha mehr als 70 Haushaltungen, und die Sachschäden wurden am 18. April auf 31,8 Millionen Kyat (USD 23.400) beziffert. In Myanmar wurden durch die Auswirkungen des Sturmes drei Personen getötet.

### Severe Cyclonic Storm Mora
Unter dem Einfluss schon bestehender Konvektion bildete sich am 26. Mai im südöstlichen Golf von Bengalen ein Tiefdruckgebiet. Es verstärkte sich rasch, und im Verlauf des 28. Mai stufte das RSMC das System zunächst als Depression und später als Deep Depression ein. In den Morgenstunden des 29. Mai meldete das RSMC, dass das System Sturmstärke erreicht hat und vergab den Namen Mora. Der Sturm zog parallel zur Küste Myanmars in nordnordöstlicher Richtung und erreichte kurz vor dem Überqueren der Küste von Bangladesch seine Spitzenintensität als Severe Cyclonic Storm mit 3-minütigen Windgeschwindigkeiten von 110 km/h und einem minimalen Zentralluftdruck von 978 hPa (mbar). Nach den Angaben des JTWC hat der Sturm mit einminütigen Windgeschwindigkeiten von 120 km/h gerade so die Kategorie 1 auf der Saffir-Simpson-Hurrikan-Windskala. Kurz darauf, um 06:00 Uhr IST überquerte Mora bei Chittagong die Küste von Bangladesch. Durch die Einwirkung des Landes schwächte sich der Sturm rasch ab und löste sich am 31. Mai über Meghalaya in ein gut erkennbares Tiefdruckgebiet auf.
Per 31. Mai, dem Tag des Auftreffens des Auges in Bangladesch, wurden durch die Auswirkungen Moras neun Personen getötet.
Bevor das System sich tropisch entwickelte, verstärkte es die Ankunft des Monsunregens und verursachte schwere Überschwemmungen in Sri Lanka und auf den zu Indien gehörenden Andamanen, in denen weit über 200 Personen starben.

### Very Severe Cyclonic Storm Ockhi
Der Tropensturm Ockhi bildete sich Ende November an der Südspitze Indiens und entwickelte sich in der Folge zu einem Zyklon. In Indien kamen durch Ockhi 39 Menschen ums Leben, in Sri Lanka forderte der Wirbelsturm 14 Menschenleben. Millionen waren ohne Strom. Die indische Marine suchte mit Kriegsschiffen, Hubschraubern und Flugzeugen nach etwa 180 vermissten Fischern. In den ersten Dezembertagen zog der Sturm über das Arabische Meer. Auf Kavaratti in der Inselgruppe Lakkadiven wurde die zentrale Meerwasserentsalzungsanlage beschädigt.

## Sturmnamen
Tropische Wirbelstürme im Indischen Ozean werden durch das RSMC des India Meteorological Department benannt. Die Namen werden jeweils nur einmal verwendet, es werden also keine Namen verheerender Stürme nach Ende der Saison von der Liste der Namen tropischer Wirbelstürme gestrichen. Stürme, die aus dem westlichen Pazifischen Ozean herüberziehen und dabei ihre Zirkulation behalten, werden weiterhin unter dem dort vergebenen Namen geführt. Das RSMC vergibt einen Namen, wenn ein System zumindest als Cyclonic Storm eingestuft wird. Die folgenden Namen wurden für benannte Stürme benutzt:
Maarutha, Mora, Ockhi

## Saisonauswirkungen
Die folgende Tabelle nennt alle tropischen Sturmsysteme, die sich 2017 im nördlichen Indischen Ozean entwickelt haben, ihre Namen, ihre Spitzenintensität (nach der Sturmskala des IMD) sowie die Summe der Sach- und Personenschäden. Die genannten Schadenssummen schließen Schäden mit ein, die ein Sturm vor und nach seiner tropischen Existenz verursacht hat und sind in US-Dollar zu Preisen von 2017 angegeben.
| Name         | aktive Tage           | höchste Einstufung    | andauernde Windgeschw. | min. Luftdruck | betroffene Landgebiete                                                                        | Schaden (USD) | Opfer | Ref.        |
| ------------ | --------------------- | --------------------- | ---------------------- | -------------- | --------------------------------------------------------------------------------------------- | ------------- | ----- | ----------- |
| Maarutha     | 15.–17. April         | Cyclonic Storm        | 75 km/h                | 996 hPa        | Myanmar, Andamanen und Nikobaren                                                              | 23.400        | 5     | [ 6 ] [ 7 ] |
| Mora         | 28.–31. Mai           | Severe Cyclonic Storm | 110 km/h               | 978 hPa        | Sri Lanka, Andamanen und Nikobaren, Nordosten von Indien, Bangladesch, Myanmar, Bhutan, Tibet | unbekannt     | 9     | [ 8 ]       |
| Saisonsummen |                       |                       |                        |                |                                                                                               |               |       |             |
| 2 Systeme    | 15. April – andauernd |                       | 110 km/h               | 978 hPa        |                                                                                               | USD 23.400    | 14    |             |

## Belege
1. ↑  Annual Frequency of Cyclonic Disturbances (Maximum Wind Speed of 17 Knots or More), Cyclones (34 Knots or More) and Severe Cyclones (48 Knots or More) Over the Bay of Bengal (BOB), Arabian Sea (AS) and Land Surface of India. (PDF) India Meteorological Department, abgerufen am 30. Oktober 2015.
2. ↑  RSMC — Tropical Cyclones New Delhi: Report on Cyclonic Disturbances over North Indian Ocean during 2009. India Meteorological Department, 2010, S. 2–3, ehemals im Original (nicht mehr online verfügbar); abgerufen am 24. Mai 2011. (Seite nicht mehr abrufbar. Suche in Webarchiven)  Info: Der Link wurde automatisch als defekt markiert. Bitte prüfe den Link gemäß Anleitung und entferne dann diesen Hinweis.
3. ↑  Tropical Weather Outlook for North Indian Ocean Issued at 0600 UTC of 13 April 2017. (PDF) India Meteorological Department, ehemals im Original (nicht mehr online verfügbar); abgerufen am 15. April 2017 (englisch). (Seite nicht mehr abrufbar. Suche in Webarchiven)
4. ↑  Tropical Weather Outlook for North Indian Ocean issued at 0300 UTC of 15 April 2017. (PDF) India Meteorological Department, ehemals im Original (nicht mehr online verfügbar); abgerufen am 15. April 2017 (englisch). (Seite nicht mehr abrufbar. Suche in Webarchiven)
5. ↑  Tropical Weather Outlook for North Indian Ocean issued at 1400 UTC of 15 April 2017. (PDF) India Meteorological Department, ehemals im Original (nicht mehr online verfügbar); abgerufen am 15. April 2017 (englisch). (Seite nicht mehr abrufbar. Suche in Webarchiven)
6. 1 2  Maarutha makes landfall, weakens. The Global New Light of Myanmar, 18. April 2017, abgerufen am 1. Juni 2017 (englisch).
7. 1 2  Three Die in Cyclone Maarutha. Reliefweb, 18. April 2017, archiviert vom Original am 20. April 2017; abgerufen am 1. Juni 2017 (englisch).
8. 1 2  Cyclone Mora kills 9 in 4 districts. Dhaka Tribune, 30. Mai 2017, abgerufen am 1. Juni 2017 (englisch).
9. ↑  Thomas Sävert: Tropensturm OCKHI wird zum starken Zyklon. In: kachelmannwetter.com. 30. November 2017, abgerufen am 1. Dezember 2017.
10. ↑  Mindestens 39 Tote durch Sturm "Ockhi" in Indien. In: Der Standard. 5. Dezember 2017, abgerufen am 6. Dezember 2017.
11. ↑  Government allocates Rs. 170 million for relief to weather affected. In: www.colombopage.com. 4. Dezember 2017, archiviert vom Original (nicht mehr online verfügbar) am 4. Dezember 2017; abgerufen am 6. Dezember 2017 (englisch).  Info: Der Archivlink wurde automatisch eingesetzt und noch nicht geprüft. Bitte prüfe Original- und Archivlink gemäß Anleitung und entferne dann diesen Hinweis.
12. ↑  Tote und hunderte Vermisste nach Zyklon in Indien und Sri Lanka. In: Der Standard. 1. Dezember 2017, abgerufen am 1. Dezember 2017.
13. 1 2  Zahl der Toten durch Wirbelsturm in Südindien auf 24 gestiegen. In: Der Standard. 3. Dezember 2017, abgerufen am 4. Dezember 2017.